# Ozineus doctus
Ozineus doctus är en skalbaggsart som beskrevs av Bates 1863. Ozineus doctus ingår i släktet Ozineus och familjen långhorningar. Inga underarter finns listade i Catalogue of Life.